# Водотище
Водотище — поселок в Стародубском муниципальном округе Брянской области.

## География
Находится в западной части Брянской области на расстоянии приблизительно 2 км на восток по прямой от районного центра города Стародуб.

## История
Основан в 1928 году. На карте 1941 года показан как поселение с 23 дворами. До 2020 года входил в состав Десятуховского сельского поселения Стародубского района до их упразднения.

## Население
Численность населения: 22 человека в 2002 году (русские 100 %), 18 в 2010.